# Чесновский, Мечислав Эдвардович
Мечислав Эдвардович Чесновский (бел. Мечыслаў Эдвардавіч Часноўскі; 18 мая 1948, Котевщина, Минская область — 17 октября 2021) — белорусский историк, дипломат. доктор исторических наук (2000), профессор (2003), заведующий кафедры международных отношений, являлся ректором Брестского государственного университета имени А. С. Пушкина (2002—2014). Действующий член Государственной комиссии Республики Беларусь по подготовке учебников и учебных пособий по истории, член секции социально-гуманитарных дисциплин Государственной комиссии Республики Беларусь по учебникам, член Общего собрания Национальной Академии наук Беларуси, член Совета по защите диссертаций при БГУ.

## Биография
В 1972 году окончил исторический факультет Белорусского государственного университета.
На первых порах работал директором Гирбинятской 8-летней школы Воложинского района.
В 1975—1993 годах работал преподавателем, доцентом кафедры истории СССР, одновременно в 1985—1993 годах был заместителем декана исторического факультета, деканом факультета повышения квалификации Белорусского государственного университета. Одновременно в выборных органах КПБ (1987—1989 годы).
Кандидат исторических наук с 1983 года.
В 1993—1996 годах находился на дипломатической работе в МИД Республики Беларусь. Работал советником, советником-посланником, Временным Поверенным в делах Республики Беларусь в Польше.
В 1996 году вернулся на работу в Белорусский государственный университет, был заместителем декана факультета международных отношений БГУ. Доцент, а с 2001 года — профессор кафедры международных отношений.
С 2002 по 2014 год был ректором Брестского государственного университет имени А. С. Пушкина. По решению Совета Европейского союза был включён в список лиц, которым запрещён въезд и чьи активы заморожены на территории Евросоюза (до 2014 года).
Докторскую диссертацию защитил в 2000 году. Высшей Аттестационной Комиссией Республики Беларусь в апреле 2003 года было присвоено ученое звание профессора.
С мая 2014 года — профессор кафедры международных отношений БГУ, с 2015 года — заведующий этой кафедрой. Являлся председателем экспертного совета ВАК Беларуси по исторической отрасли науки.
Скончался 17 октября 2021 года.

## Награды
- Отличник образования Республики Беларусь (1998)
- Медаль «65 лет освобождения Республики Беларусь от немецко-фашистских захватчиков» (2009)
- Медаль Франциска Скорины (2011)